# Phtheochroa thiana
Phtheochroa thiana es una especie de polilla de la familia Tortricidae. 

## Distribución
Se encuentra en Rusia, en las montañas Tian Shan y en Asia Menor.